# Wahlbezirk Böhmen 53
Der Wahlbezirk Böhmen 53 war ein Wahlkreis für die Wahlen zum Abgeordnetenhaus im österreichischen Kronland Böhmen. Der Wahlbezirk wurde 1907 mit der Einführung der Reichsratswahlordnung geschaffen und bestand bis zum Zusammenbruch der Habsburgermonarchie.

## Geschichte
Nachdem der Reichsrat im Herbst 1906 das allgemeine, gleiche, geheime und direkte Männerwahlrecht beschlossen hatte, wurde mit 26. Jänner 1907 die große Wahlrechtsreform durch Sanktionierung von Kaiser Franz Joseph I. gültig. Mit der neuen Reichsratswahlordnung schuf man insgesamt 516 Wahlbezirke, wobei mit Ausnahme Galiziens in jedem Wahlbezirk ein Abgeordneter im Zuge der Reichsratswahl gewählt wurde. Der Abgeordnete musste sich dabei im ersten Wahlgang oder in einer Stichwahl mit absoluter Mehrheit durchsetzen. Der Wahlkreis Böhmen 53 umfasste die Gerichtsbezirke Rokitzan, Zbirow und Březnitz, wobei die zum Wahlbezirk 32 gehörenden Gemeinden Rokitzann, Zbirow und Březnitz vom Wahlbezirk ausgenommen waren.
Aus der Reichsratswahl 1907 ging aus dem ersten Wahlgang der Sozialdemokrat Luděk Pik mit 61 Prozent als Sieger hervor. Bei der Reichsratswahl 1911 konnte er sein Mandat erfolgreich im ersten Wahlgang mit 62 Prozent verteidigen.

## Wahlergebnisse

### Reichsratswahl 1907
Die Reichsratswahl 1907 wurde am 14. Mai 1907 (erster Wahlgang) durchgeführt. Die Stichwahl entfiel auf Grund der absoluten Mehrheit für Pik im ersten Wahlgang.
| Kandidat                                                                      | Partei                                  | Wahlkreis- stimmen | Prozent |
| ----------------------------------------------------------------------------- | --------------------------------------- | ------------------ | ------- |
| Luděk Pik                                                                     | Tschechische Sozialdemokratische Partei | 8037               | 60,5 %  |
| Josef Babánek                                                                 | Tschechische Agrarpartei                | 3546               | 26,7 %  |
| Adam                                                                          | Tschechisch national-soziale Partei     | 787                | 5,9 %   |
| Václav Bambas                                                                 | Agrarier                                | 584                | 4,4 %   |
| Vojtěch Holý                                                                  | Jungtschechen                           | 318                | 2,4 %   |
|                                                                               | Sonstige Parteien                       | 21                 | 0,2 %   |
| Wahlberechtigte: 14.509, Ungültige/Leere Stimmen: 92, Wahlbeteiligung: 92,3 % |                                         |                    |         |

### Reichsratswahl 1911
Die Reichsratswahl 1911 wurde am 13. Juni 1911 (erster Wahlgang) durchgeführt. Die Stichwahl entfiel auf Grund der absoluten Mehrheit für Pik im ersten Wahlgang.
| Kandidat                                                                       | Partei                                  | Wahlkreis- stimmen | Prozent |
| ------------------------------------------------------------------------------ | --------------------------------------- | ------------------ | ------- |
| Luděk Pik                                                                      | Tschechische Sozialdemokratische Partei | 7690               | 61,8 %  |
| Vojtěch Hejl                                                                   | Tschechische Agrarpartei                | 3509               | 28,2 %  |
| Kovář                                                                          | Tschechische Christlichsoziale Partei   | 886                | 7,1 %   |
| Vojtěch Čipera                                                                 | Tschechisch national-soziale Partei     | 315                | 2,5 %   |
|                                                                                | Sonstige Parteien                       | 48                 | 0,4 %   |
| Wahlberechtigte: 14.766, Ungültige/Leere Stimmen: 181, Wahlbeteiligung: 85,5 % |                                         |                    |         |